# Jeffrey Forée
Jeffrey Forée (17 febbraio 1963) è un ex giocatore di calcio a 5 olandese.

## Carriera
Come massimo riconoscimento in carriera vanta la partecipazione, con la Nazionale di calcio a 5 dei Paesi Bassi, al FIFA Futsal World Championship 1989 dove la nazionale orange ha conquistato un prestigioso secondo posto alle spalle del Brasile, tuttora il miglior risultato dei Paesi Bassi al mondiale.